# Vara (Svezia)
Vara è una città della Svezia, capoluogo del comune omonimo, nella contea di Västra Götaland. Ha una popolazione di 3 779 abitanti.